# Гровенор, Кэролайн
Кэролайн Сьюзен Теодора Гровенор (англ. Caroline Susan Theodora Grosvenor, урождённая Стюарт-Уортли, 15 июня 1858, Вестминстер, Большой Лондон — 7 августа 1940) — британская писательница, администратор и художница. Она основала Лигу колониальной разведки для образованных женщин и возглавила Союз женщин-фермеров и садоводов. 
Дочь филантропа Джейн Стюарт-Уортли и политика Джеймса Стюарта-Уортли, она родилась в Вестминстере, Лондон, и вышла замуж за Нормана Гровенора (умер в 1898 году), сына Роберта Гровенора, 1-го барона Эбери, в 1881 году. Одна из их дочерей, Сьюзен, вышла замуж за Джона Бакена, 1-го барона Твидсмура.

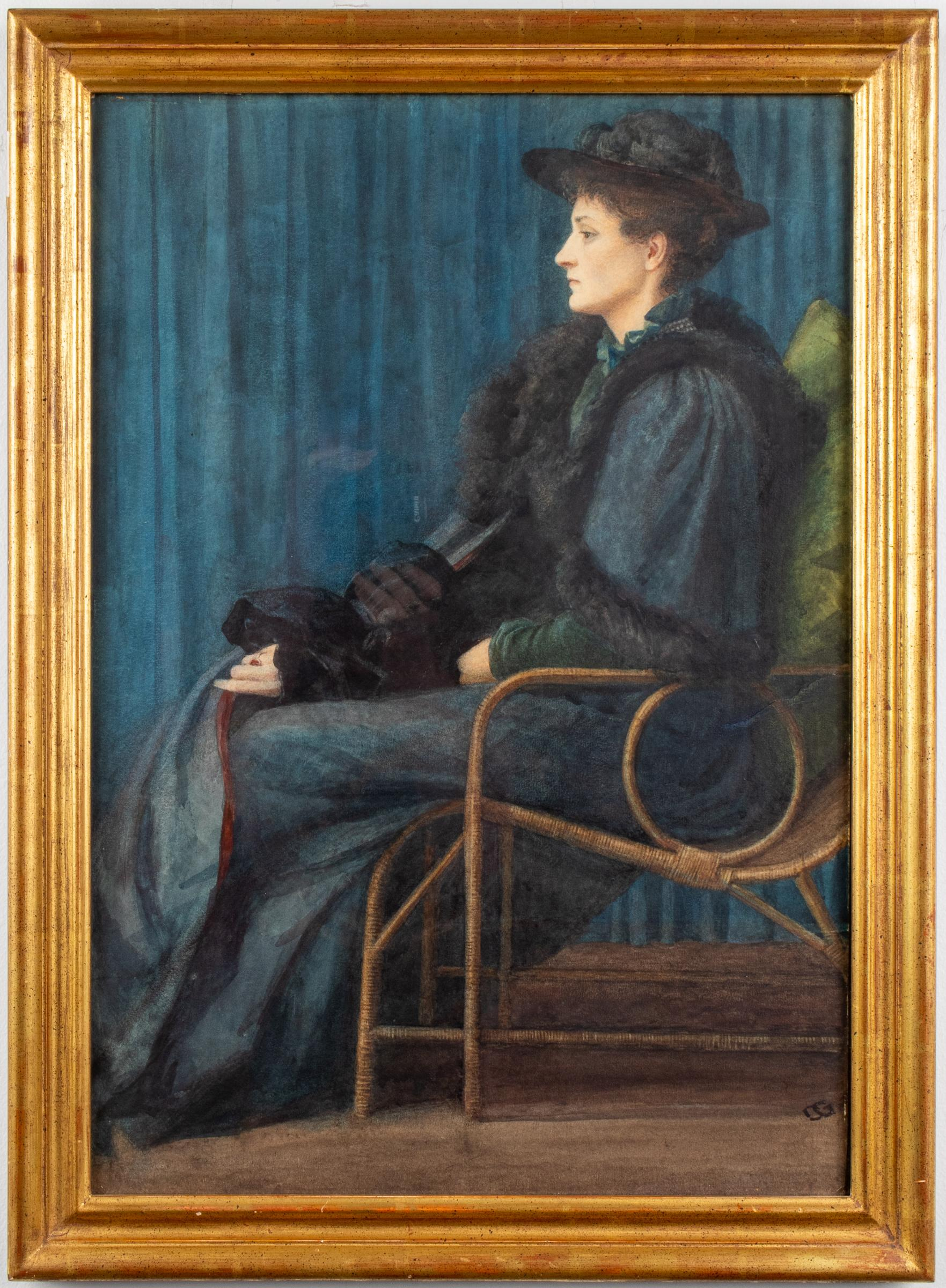
Портрет мисс Райзы Стиллман, 1893 или 1894 год, автор Кэролайн Гровенор

Гровенор написала три романа: «Полосы Ориона», «Устройство Торнтона» и «Лора» (совместно со своим старшим братом Чарльзом Стюартом-Уортли, 1-м бароном Стюартом из Уортли). В 1926 году вместе со своим братом Чарльзом она написала двухтомную историю семьи: «Первая леди Уорнклифф и её семья (1779–1856)». Она была известной художницей-миниатюристкой и акварелисткой. Она основала Лигу колониальной разведки для образованных женщин, которая позже объединилась с Обществом содействия зарубежному переселению британских женщин, дочерней организацией Министерства по делам колоний.
После окончания войны Женский союз фермеров и садоводов, создавший Женскую земледельческую армию, задумался о своём будущем. Одна из идей заключалась в том, чтобы подготовить женщин к эмиграции, но председатель «миссис Норман Гровенор» запротоколировала, что они приступят к реализации программы создания небольших земельных участков для женщин. При поддержке профсоюза Луиза Уилкинс и Кэтрин Курто в 1920 году основали ряд небольших хозяйств на Wire Mill Lane в Лингфилде, графство Суррей.
Гровенор была назначена Командором Ордена Британской империи (CBE) на новогодней церемонии 1920 года за её заслуги перед британскими женщинами-эмигрантками.